# Eva Aschenbrenner
Eva Aschenbrenner (* 2. Februar 1924 in Kochel; † 1. November 2013 ebenda) war eine bayerische Kräuterkundige. Sie galt unter Anhängern im deutschsprachigen Raum als Kapazität in der Volksmedizin.

## Leben
Aschenbrenner wurde zur Tätigkeit als Briefträgerin kriegsdienstverpflichtet. Im Anschluss lernte sie das Schneiderhandwerk in München. 1954 heiratete sie ihren Mann Hans. Im Zuge einer schweren Erkrankung ihres Mannes 1979 befasste sich Aschenbrenner mit dem Thema der Volksheilkunde, um die Therapie durch die konventionelle Medizin zu unterstützen. Sie begann, die Heilwirkung einheimischer Wildkräuter zu erforschen. Dies trug ihr vorerst regional, später überregional den Ruf ein, eine Fachperson im Bereich der Pflanzenheilkunde zu sein. 1995 veröffentlichte sie ihr erstes Sachbuch. Ihre Bücher brachten ihr wachsende Popularität in an Volksheilkunde interessierten Bevölkerungskreisen ein, so dass der Bayerische Rundfunk auf sie aufmerksam wurde und sie zu Fernsehauftritten einlud.

## Werke
- Der Wildkräutergang – mit Eva Aschenbrenner durch's Jahr, Socio Medico 2002, ISBN 3-927290-45-9.
- Schmankerl- und Kräuterrezepte der vegetarischen Küche – nach Eva Aschenbrenner, Socio Medico 2002, ISBN 3-927290-71-8.
- Gesund durchs Jahr mit Eva Aschenbrenner, eine Produktion des Bayerischen Fernsehens: WIB – Wir in Bayern, VHS-Video mit Broschüre.
- Die Kräuterapotheke Gottes – Sammeln und anwenden, Franckh-Kosmos 2004, ISBN 3-440-10110-X.
- Die Kräuterapotheke Gottes Band 2 – 40 weitere Heilpflanzen, Franckh-Kosmos 2006, ISBN 3-440-10867-8.
- Jahrbuch 2006, Kosmos (Franckh-Kosmos) August 2005, ISBN 3-440-10488-5.
- Rezepte für die Gesundheit, Kosmos (Franckh-Kosmos) Oktober 2005, ISBN 3-440-10487-7.
- Meine Hausapotheke – "Ich möchte, dass Sie gesund bleiben!"  Franckh-Kosmos 2010, ISBN 978-3-440-12526-7.
- Meine Kräuterkücher – Heilkräftige Rezepte aus Natur und Garten, Nikol 2024, ISBN 978-3-440-13124-4.